# Tammerfors–Seinäjoki-banan
Tammerfors–Seinäjoki-banan är ett banavsnitt på finska Stambanan och sträcker sig från Tammerfors, via Parkano till Seinäjoki. Bansträckningen är även känd under namnen Parkanobanan och Parkano direktbana. Bansträckningen är huvudsakligen enspårig och elektrifierad samt utrustad med automatisk trafikövervakning. Sträckorna Tammerfors–Lielax och Pohjois-Louko–Seinäjoki är tvåspåriga. Högsta tillåtna hastighet är 200 km/h (avser Lielax–Seinäjoki; 2009).
Tågen mellan Tammerfors och Seinäjoki gick ända fram till 1970-talet från Tammerfors öster om Näsijärvi till Haapamäki. Sträckan Parkano–Seinäjoki stod klar 1970, och fortsättningen söderut till Lielax 1971. Den elektrifierades 1975. Banan byggdes över 170 km torvkärrmark som ännu i denna dag förorsakar problem på grund av sänkningar. Vid planeringen av linjedragningen och vid byggandet av banan var det tänkt att Parkano enbart skulle bli en mötesplats för tågen. Befolkningen var dock av den åsikten att bygget borde komma orten till godo och efter påtryckningar från lokalbefolkningen byggdes en järnvägsstation; passagerarna räcker till och den barackstation som byggdes "temporärt" är ännu i bruk. Ifall man hade tänkt bygga en järnvägsstation i Parkano redan från början så hade man dragit järnvägen närmare tätorten. Tekniskt sett skulle detta ha varit möjligt och prislappen densamma.

## Stationer

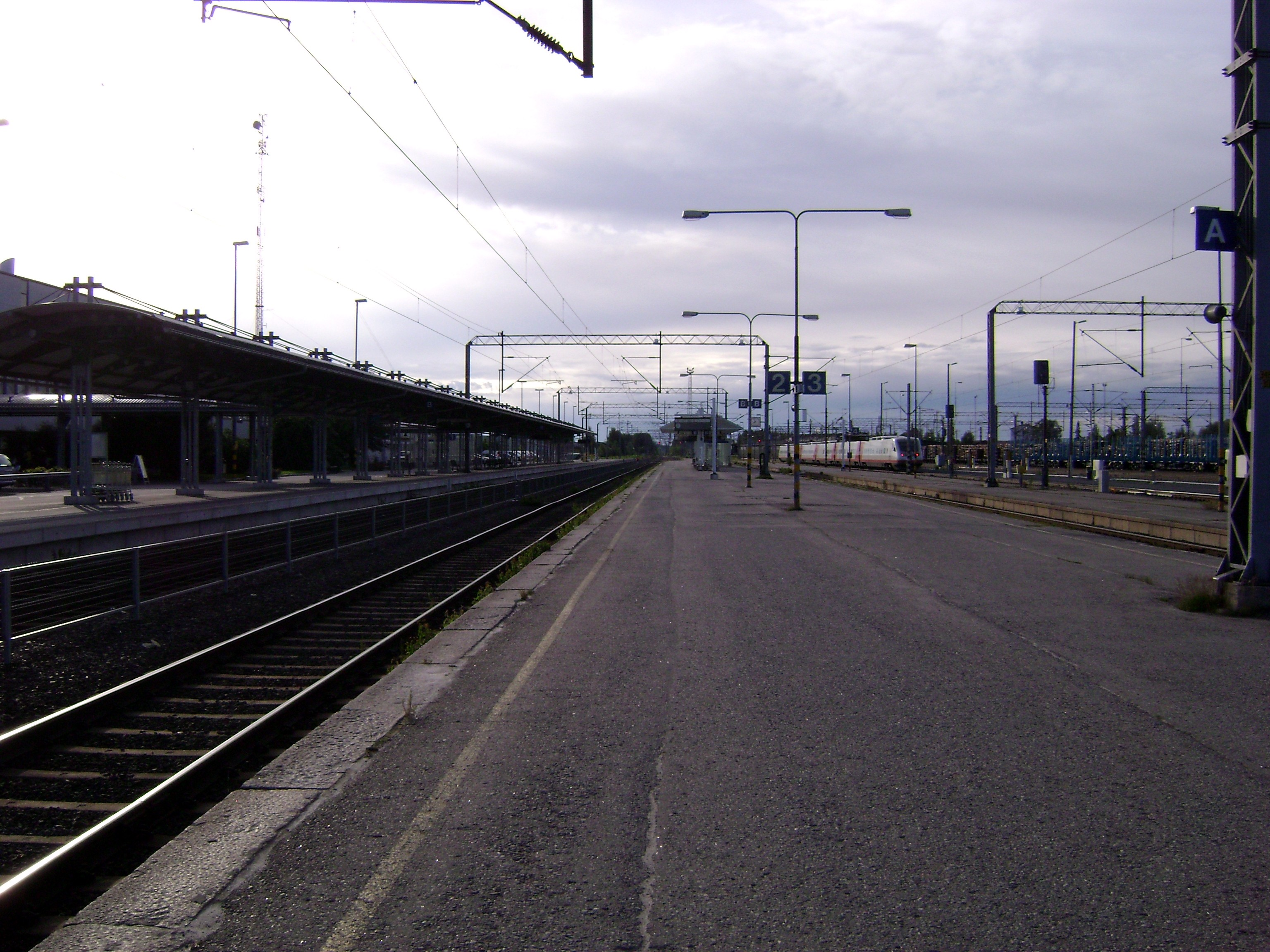
Seinäjoki
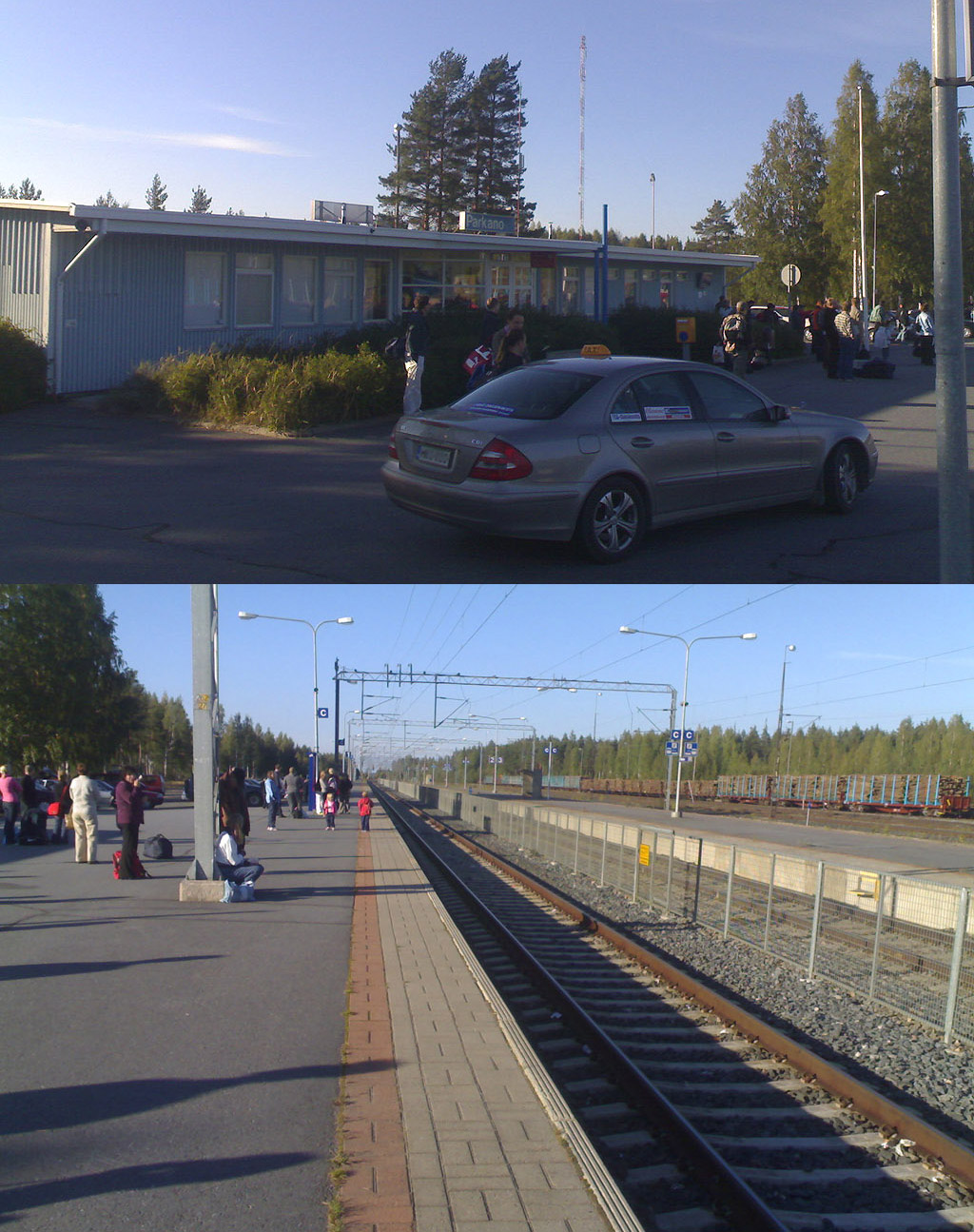
Parkano
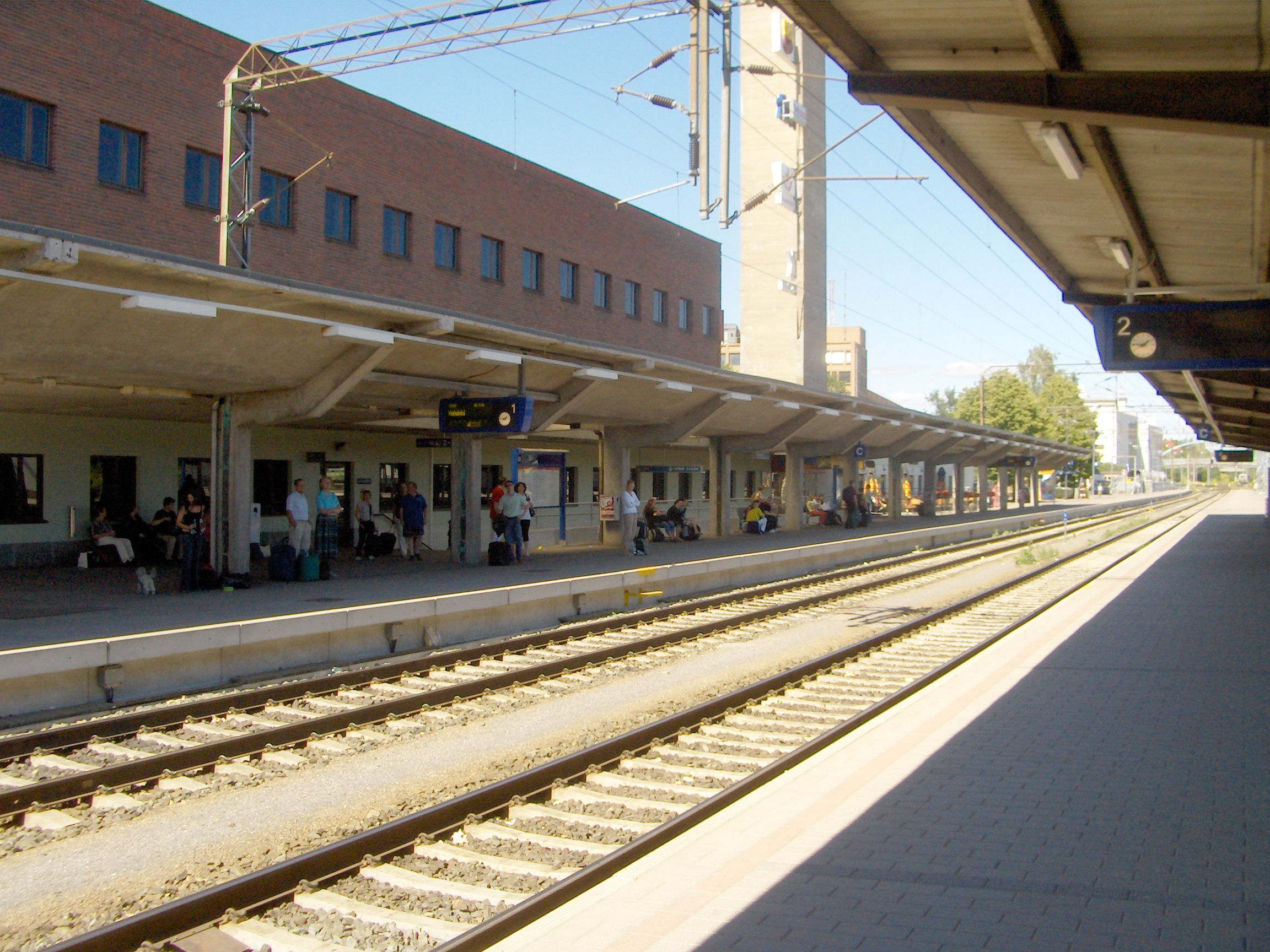
Tammerfors